# Els rius de color porpra
Els rius de color porpra (títol original: Les Rivières pourpres ) és una pel·lícula francesa dirigida per Mathieu Kassovitz l'any 2000, basada en la novel·la homònima de Jean-Christophe Grangé. Hi ha una seqüela d'aquesta pel·lícula, titulada Els rivières pourpres II - Les anges de l'apocalypse. Ha estat doblada al català.

## Argument
La cinta narra, en clau de suspens, les tribulacions de dos policies que investiguen dos casos criminals en un mateix dia, separats per 300 km, i que en teoria no tenen res a veure entre ells, encara que només en teoria. Pierre Niemans (Jean Reno) és un home amb experiència, i que té un instint infal·lible per als casos criminals, però que amaga grans temors. Viatja a Guernon, una fictícia ciutat universitària on s'ha dut a terme un violent assassinat. El jove, espavilat i solitari Max Kerkerian (Vincent Cassel), que abans era un lladre de cotxes i que va entrar en el cos de policia a causa del seu amor pel perill, està investigant un cementiri profanat a Sarzac durant la nit, i en particular la tomba d'una nena morta vint anys abans. Aviat les dues recerques es veuen entrellaçades. I els assassinats augmenten. La veritat superarà totes les teories, portant així als dos policies fins a les més altes muntanyes, atrapats entre glaceres i el que podrien ser les portes de la mort.

## Repartiment
- Jean Reno: Comissari Pierre Niemans
- Vincent Cassel: Tinent Max Kerkerian
- Nadia Farès: Fanny Ferreira / Judith Hérault
- Dominique Sanda: Germana Andrée
- Karim Belkhadra: Capità Dahmane
- Jean-Pierre Cassel: Dr Bernard Chernezé
- Didier Flamand: el rector
- François Levantal: el patologista
- Francine Bergé: la directora
- Philippe Nahon: l'home dels serveis tècnics d'Autopista
- Laurent Lafitte: Hubert, el fill del rector
- Robert Gendreu: el guardià del cementiri
- Christophe Bernard: Skinhead #1
- Nicky Naude: Skinhead #2
- Tonio Descanvelle: el Policia de Sarzac #1
- Olivier Rousset: el Policia de Sarzac #2
- Françoise Lorent: la monja
- Vincent Tulli: el tècnic informàtic
- Nicolas Koretzky: el policia informàtic
- Sami Zitouni: el Jove #1 a Sarzac
- Slim Zitouni: el Jove #2 a Sarzac
- Christophe Rossignon: el Policia a la parada de tren
- Dominique Bettenfeld: el policia teòric
- Alexis Robin: el nen amb el seu gos pigall
- Alain Guerillot: l'amo skinhead del cafè

## Crítica
"Un impactant exercici en allò macabre (...) Puntuació: ★★★½ (sobre 4)"

"La trama d'aquesta adaptació de la novel·la de Jean-Christophe Grangé acaba sent simultàniament ridícula i predictible"